# Charaxes hipponax
Charaxes hipponax är en fjärilsart som beskrevs av Felder 1866. Charaxes hipponax ingår i släktet Charaxes och familjen praktfjärilar. Inga underarter finns listade i Catalogue of Life.